# Средняя школа в Бексли
Средняя школа в Бексли (англ. Bexley High School, BHS) — государственная средняя школа, расположенная в Бексли (штат Огайо, США), пригороде Колумбуса. Это единственная средняя школа в городской школьной системе Бексли.

## Лёгкая атлетика
В средней школе Бексли действует комплексная атлетическая программа, образованы команды по следующим видам спорта: американский футбол, баскетбол, бейсбол, чирлидинг, кросс-кантри, хоккей на траве, Лякросс, футбол, софтбол, плавание, теннис, бег, волейбол и борьба. Зимой 2003 года школа приобрела искусственный газон для своей спортивной площадки. Школьные команды под эгидой атлетической ассоциации старших школ штата Огайо выигрывали чемпионаты штата по следующим видам спорта:
- Гольф (юноши) — 2015;
- Футбол (девушки) — 2009;
- Баскетбол (юноши) — 1983;
- Футбол (юноши) — 2003, 2005;
- Волейбол (девушки) — 1977;
- Теннис (девушки, OTCA) — 1975, 1976, 1977, 1978;
- Теннис (юноши, OTCA) — 1975, 2017.

### Американский футбол
В 2016 году школа играла в первом домашнем матче и одержала первую победу в плей-офф со счётом 11:1. В 2008, 2013, 2014 и 2015 годах команда также выходила в плей-офф под руководством тренера Джона Смита.
После сезона 2016 года Джон Смит ушел в отставку. На его место пришел Натан Касторена, который возглавил «Львов» и проработал два сезона. В марте 2019 года школа объявила о долгосрочном найме тренера из Центрального Огайо, Майка Голдена.

### Волейбол
В сезоне 2007 года команда средней школы Бексли установила рекорд среди школьных команд по количеству побед, и закончила сезон в качестве регионального победителя. С тех пор у неё было не так много успешных сезонов.

### Футбол (соккер)
Как мужская, так и женская футбольные команды школы являются широко известны в штате и регионе. Начиная с 1999 года, мужская и женская команды в общей сложности выиграли 12 финалов штата.
Мужская команда за свою историю выиграла два чемпионата штата (2003 и 2005), неоднократно выходила в финал четырёх, и региональный финал. Кроме того, в составе команды было множество лучших игроков округа, штата и два чемпиона Америки. Мужская команда выигрывала чемпионат своей лиги 15 сезонов подряд, пока эта серия не прервалась в 2009 году.
Женская команда была одной из самых стабильных команд в штате. Они были финалистами чемпионата штата в 1999—2003, 2005, 2006 годах, заняли второе место в 1999 году и стали чемпионами штата в 2009 году.

### Рестлинг
Команда по рестлингу имеет индивидуальные успехи на протяжении всей истории школы. В команде было много участников, прошедших отбор на уровне штата, 10 призёров и один чемпион штата. В командном плане больших успехов не было до недавнего времени, но в 2017 году команда школы впервые с 1998 года завоевала титул чемпиона лиги Mid-State League. В 2017 году был также установлен командный рекорд в парном разряде. В настоящее время успешно выступает юношеская команда.

### Софтбол
Сезон 2018 года стал одним из самых успешных в истории школьной команды по софтболу: команда показала выиграла две игры в турнире штата (победив Ликинг-Вэлли и Лондон). «Львы» вышли в полуфинал окружного турнира, но проиграли команде Хеврон-Лейквуд.

### Соперники
Соперником Бексли является Академия Колумбуса «Викинги». Это соперничество обусловлено тем, что Академия Колумбуса находилась всего в двух милях от средней школы Бексли до переезда Академии в Гаханну (штат Огайо). Среди других соперников Бексли — Средняя школа Грандвью-Хайтс «Рыси», Средняя школа Бишоп Хартли «Ястребы», Средняя школа Уайтхолл-Йерлинг «Бараны» и Подготовительная школа Святого Чарльза.

## Клубы
- Консервативный клуб
- Арт-клуб
- Бекслео (ежегодник[англ.])
- Лыжный клуб
- Экологический клуб
- Книжный клуб
- Закрытый клуб с узким составом членов (Ки-клаб[англ.], Клуб «ключей»)
- «Свет лампы»
- «В курсе»
- Латинский клуб — функционирует как местное отделение Юношеской классической лиги Огайо (OJCL)[6] и Национальной юношеской классической лиги[англ.] (NJCL)[7].
- Студенческий совет
- Вокально-инструментальные ансамбли
- Хоры: Мужской А капелла, Женский А капелла, Мужской хор, Женский хорал и Вокальный ансамбль
- Оркестр: Концертный оркестр, Bexley Sinfonia
- Шахматный клуб
- Ultimate
- Инженерный клуб
- Клуб киберспорта
- Дискуссионный клуб Marvel DC

## Хоровая программа

### Мужская/женская а капелла
Мужской и женский клуб для хорового пения без аккомпанемента, а капелла. Хоры начального уровня.

### Женский хорал
Женский хорал — это один из двух элитных хоров в средней школе Бексли. Есть ученицы, которые участвуют и в вокальном ансамбле, и в женском хорале. Женский хорал выступает на окружных и государственных конкурсах OMEA в категории класса А, в том числе получив высшую оценку «Superior». Хорал исполняет широкий спектр музыки на различных выступлениях по всему городу Бексли. Они выступают вместе с женским хором Столичного университета, женским хором Университета Огайо и женским хоровым клубом Университета штата Огайо. В последние годы Женский хорал гастролировал в Цинциннати, Индианаполисе и Питтсбурге и выступал в качестве «Снежного хора» с Балетом Мет на спектакле «Щелкунчик».

### Вокальный ансамбль
40 участников вокального ансамбля отбираются путём весеннего прослушивания. Они участвуют в государственном конкурсе больших групп и окружном конкурсе Ассоциации музыкальных педагогов штата Огайо. Начиная с 2005 года, они получают высшие оценки в классе АА.
С 2003 года вокальный ансамбль гастролировал по США и Канаде, включая Нью-Йорк, Торонто, Чикаго, Питтсбург и Филадельфию. Вокальный ансамбль был приглашён выступить на летней конференции OCDA в 2007, 2009 и 2011 годах, а также на профессиональной конференции OMEA в 2009, 2011 и 2013 годах. Они выступали на конференции центрального отделения ACDA, проходившей в Форт-Уэйне (штат Индиана), в марте 2012 года. В 2006 году ансамбль выступил перед зрителями в базилике Сан-Марко в Венеции, соборе Святого Стефана в Вене и церкви Святого Николая в Праге, а также дал множество дополнительных импровизированных выступлений. В июне 2009 года вокальный ансамбль вернулся в Европу, выступив в Гайдн-холле в Вене, базилике Святого Стефана в Будапеште и костёле Святых Петра и Павла в Кракове. В апреле 2010 года они отправились в Нью-Йорк, где были приглашены выступить в Карнеги-холле, а в июне 2012 года вернулись в Европу, где выступили в Лондоне и Париже.

### Мужской хор
Эта внеклассная группа состоит из мужчин из Вокального ансамбля, Симфонического хора и Мужского клуба акапеллы. Они поют на школьных и некоторых общественных мероприятиях.

## Инструментальная программа
Инструментальные музыкальные кружки в школе посещают более 100 учащихся.

### Маршевый оркестр

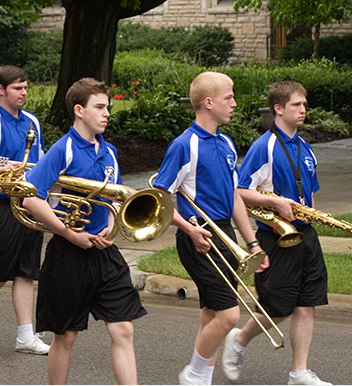
Маршевый оркестр школы Бексли на параде 4 июля 2008 года

Маршевый оркестр школы состоит из учащихся, посещающих три отдельных инструментальных музыкальных кружка. Маршевый оркестр выступает во время футбольного сезона, который начинается летом. В течение одной недели учащиеся собираются вместе, изучают музыку и маршировку каждой песни. Маршевый оркестр — это совместный класс, поддерживаемый Советом по образованию, который следует правилам округа, учащиеся получают оценку за участие.

### Концертный оркестр

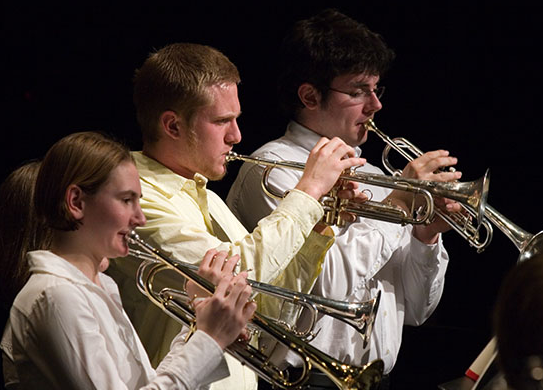
Концертный оркестр школы Бексли на концерте в декабре 2007 года

Концертный оркестр начинает свою работу по окончании футбольного сезона. В сезон концертных выступлений студенты делятся на две группы — Sinphonic Band и Prism. Концерты — это зачётные выступления, включая конкурсы OMEA, а также возможность участия в сольных выступлениях и ансамблях OMEA. Концертный оркестр — это совместный класс, поддерживаемый Советом по образованию, где учащиеся получают оценку за участие.

### Группа поддержки
Пеп-бэнд, группа поддержки, считающаяся продолжением маршевого оркестра, даёт возможность выступать на домашних баскетбольных матчах мужской и женской команд. Это добровольная группа, состоящая из школьников, посещающих инструментальные кружки.

### Джазовый оркестр

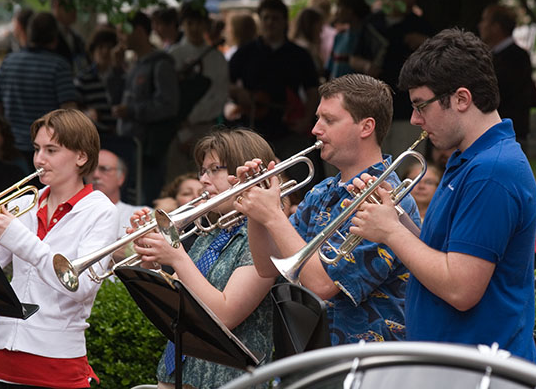
Джазовый оркестр средней школы Бексли со своим руководителем, Эндрю Джонсоном

Джазовый оркестр — это совместный класс, поддерживаемый Советом по образованию, где учащиеся получают оценку за участие. Он даёт несколько концертов в течение года. Чтобы присоединиться к группе, необходимо пройти прослушивание, принимаются все инструменты. Джазовый оркестр выступал с гастролями на джазовом фестивале в Бивер-Крик и фестивале джаза и мировой музыки Столичного университета.

## Оркестр
Оркестр средней школы Бексли состоит из двух классов: Концертный оркестр, который является оркестром начального уровня, и оркестр Sinfonia, который является исполнительской группой самого высокого уровня. Летом в школе проводится Оркестровый лагерь (параллельно с лагерем инструменталистов, который проходит в то же время), который существует с 1975 года.

### Концертный оркестр
Этот оркестр, являющийся ансамблем начального уровня, концентрируется на развитии необходимых технических навыков для продвинутого уровня исполнения.

### Bexley Sinfonia
Этот оркестр исполняет сложную оркестровую музыку, являясь исполнительской группой самого высокого уровня в оркестровой образовательной программе.

## Рейтинги и оценки школы
- 2020: U.S. News & World Report назвал среднюю школу в Бексли лучшей государственной средней школой в Центральном Огайо, третьей лучшей в штате Огайо и 136-й в стране[8].
- 2019: Отчёт Департамента образования штата Огайо показал, что школа в Бексли среди других средних школ имеет самый высокий показатель индекса эффективности в округе Франклин[9].
- 2019: U.S. News & World Report назвал BHS лучшей государственной средней школой в Центральном Огайо, четвёртой лучшей в Огайо и 132-й по стране[10].
- 2018: Отчёт Департамента образования штата Огайо[англ.] показал, что школа Бексли имеет самый высокий показатель индекса эффективности в округе Франклин, самый высокий процент учащихся, получивших оценку Advanced или Advanced Plus в Центральном Огайо, и пятый по величине показатель Value Added в штате[9].
- 2018: Niche.com[англ.] назвал среднюю школу в Бексли восьмой лучшей государственной средней школой в Огайо[11].
- 2018: U.S. News & World Report назвал среднюю школу в Бексли лучшей государственной средней школой в Центральном Огайо, четвёртой в штате Огайо и 185-й в стране[10].
- 2016—2017: Министерство образования штата Огайо опубликовало результаты, согласно которым BHS имеет самый высокий балл по индексу одаренности и второй балл по индексу успеваемости среди государственных средних школ округа Франклин[12].
- 2017: Washington Post назвал среднюю школу в Бексли самой сложной средней школой в Центральном Огайо, четвёртой в Огайо и 250-й в стране[13].
- 2017: Национальный центр статистики образования[англ.] и исследование TheBestSchools.org, ресурса по профориентации и образованию, назвали среднюю школу Бексли лучшей государственной средней школой в Центральном Огайо, второй лучшей в Огайо и 62-й по стране[14].
- 2016: Newsweek назвал среднюю школу в Бексли 120-й в стране, седьмой в Огайо и первой в Центральном Огайо. В сопутствующем исследовании Beating the Odds (на основе успеваемости с учётом уровня уровня доходов учащихся) BHS заняла 91-е место в стране и первое место в Центральном Огайо[15].
- 2016: Школа Бексли заняла первое место среди школьных округов округа Франклин по нескольким категориям, включая средний балл SAT (1783), процент учащихся, проходящих курсы AP[англ.] (82,8 %), и процент учащихся, получивших оценку AP 3 или выше (68,3 %)[16].

## Знаменитые выпускники
- Марко Армент[англ.], основатель Instapaper[англ.] и один из первых инженеров Tumblr;
- Наталья Феднер[англ.], дизайнер одежды;
- Джуда Фолкман, выдающийся хирург, онколог, исследователь;
- Росс Фридман[англ.], бывший профессиональный футболист Гарварда и команды Columbus Crew;
- Боб Грин[англ.], писатель, выпускник 1965 года; описал второй семестр младших курсов и первый семестр старших курсов в своей книге «Будь верен своей школе»;
- Айлин Хекарт (урожд. Анна Эйлин Хекарт), выпускница 1937 года; актриса Бродвея, лауреат премий Академии кино и телевидения и «Тони»;
- Кевин Хаффман[англ.], бывший комиссар по вопросам образования штата Теннесси;
- Дэниель Пинк, писатель, журналист, бывший глава пресс-службы Альберта Гора;
- Джош Рэднор, актёр, получил известность благодаря роли Теда Мосби в комедийном телесериале «Как я встретил вашу маму»;
- Уиллард Франклин Серл[англ.], капитан, начальник спасательного отряда ВМС США с 1964 по 1969 годы;
- Кей Би Шарп, бывший игрок WNBA;
- Гейл Смит[англ.], координатор глобального реагирования на COVID и безопасности здравоохранения в Государственном департаменте США;
- Роберт Стайн, писатель;
- Энди Тонгрен, музыкант, группа Young Rising Sons[англ.];
- Лес Векснер, генеральный директор компании L Brands[англ.] и самый богатый человек Огайо[17].